# Gransjön (Asby socken, Östergötland)
Gransjön är en sjö i Ydre kommun i Östergötland och ingår i Motala ströms huvudavrinningsområde. Sjön har en area på 0,254 kvadratkilometer och ligger 257,1 meter över havet.

## Delavrinningsområde
Gransjön ingår i det delavrinningsområde (641820-145635) som SMHI kallar för Mynnar i Västra Lägern. Medelhöjden är 255 meter över havet och ytan är 11,35 kvadratkilometer. Det finns inga avrinningsområden uppströms utan avrinningsområdet är högsta punkten. Vattendraget som avvattnar avrinningsområdet har biflödesordning 4, vilket innebär att vattnet flödar genom totalt 4 vattendrag innan det når havet efter 223 kilometer. Avrinningsområdet består mestadels av skog (69 procent) och jordbruk (14 procent). Avrinningsområdet har 0,49 kvadratkilometer vattenytor vilket ger det en sjöprocent på 4,3 procent.